# بيتر رونسون
بيتر رونسون (بالإنجليزية: Peter Ronson) (و. 1934 – 2007 م) هو منافس ألعاب قوى، وممثل أفلام أمريكي، شارك في الألعاب الأولمبية الصيفية 1960، توفي في مقاطعة أورانج، عن عمر يناهز 73 عاماً.

## وصلات خارجية
- بيتر رونسون على موقع IMDb (الإنجليزية)
- بيتر رونسون على موقع الموسوعة البريطانية (الإنجليزية)
- بيتر رونسون على موقع قاعدة بيانات الفيلم (الإنجليزية)
- بيتر رونسون على موقع أوليمبيديا (الإنجليزية)

- بيتر رونسون في قاعدة بيانات الأفلام على الإنترنت
- بيتر رونسون  على موقع SportsReference  - سبورتس رفرنس